# Zelandotipula acutistyla
Zelandotipula acutistyla är en tvåvingeart som först beskrevs av Alexander 1946.  Zelandotipula acutistyla ingår i släktet Zelandotipula och familjen storharkrankar.
Artens utbredningsområde är Ecuador. Inga underarter finns listade i Catalogue of Life.